# Christine Feehan
Christine King Feehan (* in Uikah, Kalifornien) ist eine US-amerikanische Autorin von paranormalen Liebesromanen und Fantasy.

## Leben und berufliche Entwicklung
Christine Feehan wuchs mit drei Brüdern und zehn Schwestern auf, welche auch die ersten Leser ihrer Geschichten waren. Sie ist mit Richard Feehan verheiratet. Die beiden haben elf Kinder.
Während Feehah bereits ihr Leben lang Geschichten schreibtm verdiente sie ihr Geld zunächst durch das Unterrichten von Kampfkunst und Selbstverteidigung. Sie hat drei Schwarze Gürtel im koreanischen Stil Tang So Do Mu Duk Kwan und weitere Ränge in anderen Stilen. Ihr allererster Beruf war, laut Feehan selbst, hatte sie jedoch mit sechzehn Jahren in einer Bücherei in ihrem Heimatort Uikah.
Sie ist eine New-York-Times- und USA-Today-Bestseller-Autorin und hat vier Serien veröffentlicht. Sie publiziert bei Leisure Books, Pocket Books (Imprint des Verlags Simon & Schuster) und Berkley Books (Penguin Random House). Sie ist Mitglied der Romance Writers of America.

## Auszeichnungen
Ihre Erstveröffentlichung Dark Prince gewann 1999 drei von neun „Paranormal Excellence Awards in Romantic Literature“ (Pearl)-Preisen. Für andere Werke erhielt sie sieben weitere Pearl-Preise.

## Publikationen (Auswahl)
Die Karpatianer (Dark Carpathians)
| - Mein dunkler Prinz (2003). Lübbe, ISBN 3-404-18664-8. - Dunkle Macht des Herzens (2008). Lübbe, ISBN 978-3-404-18727-0. - Der Fürst der Nacht (2005). Lübbe, ISBN 3-404-18689-3. - Magie des Verlangens (2005). Lübbe, ISBN 3-404-18693-1. - Dunkle Sehnsucht des Verlangens (2006). Lübbe, ISBN 3-404-18700-8. - Gefährlicher Verführer (2006). Lübbe, ISBN 3-404-18707-5. - Dunkles Begehren (2007). Bastei Lübbe, ISBN 3-404-18713-X. - Dunkler Rausch der Sinne (2007). Lübbe, ISBN 3-404-18718-0. - Dunkle Symphonie der Liebe (2007). Bastei Lübbe, ISBN 3-404-18723-7. - Dunkles Spiel der Leidenschaft (2008). Bastei Lübbe, ISBN 3-404-18731-8. - Dunkler Ruf des Schicksals (2008). Bastei Lübbe, ISBN 3-404-18734-2. - Verführer der Nacht (2009). Bastei Lübbe, ISBN 3-404-18740-7. - Schatten der Versuchung (2009). Bastei Lübbe, ISBN 3-404-18745-8. - Dunkles Fest der Leidenschaft (2010). Bastei Lübbe, ISBN 3-404-18751-2. - Gefangene deiner Dunkelheit (2010). Lübbe, ISBN 3-404-18758-X. - Jägerin der Dämmerung (2011). Lübbe, ISBN 3-404-16092-4. - Fluch der Nacht (2012). Bastei Lübbe, ISBN 978-3-404-16624-4. - Das dunkle Feuer der Nacht (2012). Bastei Lübbe, ISBN 3-404-16705-8. | - Dunkle Gier (2013). Lübbe, ISBN 978-3-404-16788-3. - Hunger der Nacht. 2012, Anthologie Heißes Blut - Träume der Dunkelheit. 2013, Anthologie Schwarzes Feuer des Verlangens - Die Sehnsucht der Nacht. 2013, Anthologie Schwarzes Feuer des Verlangens - Gefangene der Flammen (2013). Lübbe, ISBN 3-404-16848-8. - Das Flüstern des Blutes. 2014. - Dunkler Wolf (2015). Lübbe, ISBN 978-3-404-17149-1. - Gefährtin des Blutes. ISBN 978-3-95569-693-1. - Im Besitz der Nacht (2016). Lübbe, ISBN 978-3-404-17404-1. - Dein dunkles Herz (2016). Lübbe, ISBN 3-404-17492-5. - Das Versprechen der Schatten. Weltbild Edition, 2016. ISBN 3-404-17580-8. - Dunkle Stunde der Begierde (2018). Lübbe, ISBN 3-404-17634-0. - Blutrote Seelen (2018). Lübbe, ISBN 978-3-404-17728-8. - Dunkler Wächter des Herzens (2020). Lübbe, ISBN 978-3-404-17944-2. - Dunkle Macht der Leidenschaft (2021). Lübbe, ISBN 978-3-404-18362-3 - Dunkles Lied der Seelen (2022). Lübbe, ISBN 978-3-404-18496-5. - Dunkler Bann des Verlangens (2023). Lübbe, ISBN 978-3-404-18910-6. - Dunkle Stimme meines Herzens (2024). Lübbe, ISBN 978-3-404-19283-0. |

| Die Drake Schwestern (The Drake Sisters) 1. Dämmerung des Herzens (2006). Heyne TB, ISBN 978-3-453-81161-4. 2. Zauber der Wellen (2006). Heyne Verlag, ISBN 978-3-453-53259-5. 3. Gezeiten der Sehnsucht (2006). Heyne Verlag, ISBN 978-3-453-81076-1. 4. Magie des Windes (2009). Heyne Verlag, ISBN 978-3-453-40559-2. 5. Gesang des Meeres (2009). Heyne Verlag, ISBN 978-3-453-40662-9. 6. Sturm der Gefühle (2010). Heyne Verlag, ISBN 978-3-453-40688-9. | Leopard Serie, Heyne Verlag 1. Wilde Magie. Anthologie im Buch Erwachen und Fieber (2009). ISBN 978-3-453-26665-0. 2. Magisches Feuer (2010). ISBN 978-3-453-26666-7. 3. Wildes Begehren (2010). ISBN 978-3-453-26689-6. 4. Feuer der Wildnis (2012). ISBN 978-3-453-26706-0. 5. Dunkle Liebe (2015). ISBN 978-3-453-27035-0. 6. Geliebte Jägerin (2016). ISBN 978-3-453-31810-6. 7. Entfesselte Göttin (2018). ISBN 978-3-453-27106-7. 8. Ruf der Dunkelheit (2020). ISBN 978-3-453-27293-4. 9. Tanz der Wildnis (2022). ISBN 978-3-453-52974-8. 10. Flammen der Magie (2024). ISBN 978-3-453-32311-7. 11. Verführte Jägerin (2024). ISBN 978-3-453-32312-4. |

| Der Bund der Schattengänger (The Ghostwalkers) 1. Jägerin der Dunkelheit (2009). Heyne Verlag, ISBN 978-3-453-53309-7. 2. Spiel der Dämmerung (2009). Heyne Verlag, ISBN 978-3-453-53310-3. 3. Tänzerin der Nacht (2009). Heyne Verlag, ISBN 978-3-453-40709-1. 4. Schattenschwestern (2010). Heyne Verlag, ISBN 978-3-453-52614-3. 5. Düstere Sehnsucht (2010). Heyne Verlag, ISBN 978-3-453-53355-4. 6. Fesseln der Nacht (2010). Heyne Verlag, ISBN 978-3-453-53356-1. 7. Magisches Spiel (2011). Heyne Verlag, ISBN 978-3-453-52762-1. 8. Schicksalsbund (2011). Heyne Verlag, ISBN 978-3-453-52761-4. 9. Im Bann des Jägers (2012). Heyne Verlag, ISBN 978-3-453-52869-7. 10. Spiel der Finsternis (2013). Heyne Verlag, ISBN 978-3-453-31400-9. 11. Geliebte der Dunkelheit (2015). Heyne Verlag, ISBN 978-3-453-31735-2. 12. Im Bann der Jägerin (2017). Heyne Verlag, ISBN 978-3-453-31809-0. 13. Tänzerin im Schatten (2017). Heyne Verlag, ISBN 978-3-453-31896-0. | Sea Haven (Sisters of the Heart) 1. Gebieterin des Wassers (2011). Heyne Verlag, ISBN 978-3-453-52834-5. 2. Hüterin der Seele (2012). Heyne Verlag, ISBN 978-3-453-53403-2. 3. Herrin des Windes (2015). Heyne Verlag, ISBN 978-3-453-41758-8. 4. Wächterin der Erde (2016). Heyne Verlag, ISBN 978-3-453-41954-4. 5. Geliebte des Feuers (2016). Heyne Verlag, ISBN 978-3-453-42118-9. 6. Tänzerin des Lichts (2018). Heyne Verlag, ISBN 978-3-453-53485-8. Andere Werke - Verfluchte Küsse. - Ungezähmte Nacht (2014), Lübbe, EAN 9783838745886. - Mondspiel. 2011 - Rocky Mountains Miracle. aus The Shadows of Christmas Past. |